# Skeletons in the Closet
Skeletons in the Closet – dwupłytowy album koncertowy powermetalowej grupy Gamma Ray. Zawiera on nagrania z koncertów w Barcelonie (31 października 2002) oraz Strasburgu (1 listopada 2002). Album został wydany 25 sierpnia 2003 roku.

## Lista utworów

### CD1
1. Welcome
2. Gardens of the Sinner
3. Rich and Famous
4. All of the Damned
5. No Return
6. Armageddon
7. Heavy Metal Universe
8. One With the World
9. Dan's Solo

### CD2
1. Razorblade Sigh
2. Heart of the Unicorn
3. Last Before the Storm
4. Victim of Fate
5. Shine On
6. The Silence
7. Heaven or Hell
8. Guardians of Mankind
9. New World Order
10. I Want Out (utwór dodatkowy)
11. Hidden Track

## Twórcy albumu
- Kai Hansen – wokal, gitara
- Henjo Richter – gitara
- Dirk Schlächter – gitara basowa
- Daniel Zimmermann – perkusja
- Axel Mackenrott – instrumenty klawiszowe